# Игрите, които хората играят
Игрите, които хората играят (на английски: Games People Play, подзаглавие: Психология на човешките взаимоотношения) е известна книга, написана от психиатъра Ерик Бърн през 1964 г. Откакто е публикувана, от нея са се продали повече от пет милиона копия. На български език е издадена през 1996 г. от издателство „Наука и изкуство“, втори път с различен превод през 2008 г. от издателство „ТрансКарго“ и трети превод от 2022 г. на изд. Изток-Запад. Книгата описва фунционалните и нефункционалните социални взаимоотношения.

## Описание
В първата половина на книгата д-р Бърн представя трансакционния анализ като начин за интерпретиране на социалните взаимоотношения. Той описва три роли или его състояния, дете, родител и възрастен, и постулира, че много негативни поведения могат да бъдат проследени до сменянето или контаминирането (заразяването на едно его състояние от друго) на его състоянията. Той дискутира и процедурите, ритуалите и развлеченията в социалното поведение в светлината на този метод на анализ. Например шеф, който говори на подчинените си като контролиращ родител, често ще предизвиква самоунизително подчинение, гневни избухвания или други подобни на детски отговори реакции от своите служители.
Втората част от книгата описва серия от игри, в които хората взаимодействат чрез модели и предсказуеми серии от „трансакции“, които на външен вид са приемливи (тоест те могат да са нормални за случайния свидетел или дори за хората, които са включени), но които реално съдържат мотивации, включително личната значимост на включените страни и водят до добре определен предсказуем изход, обикновено непродуктивен. Обикновено „победител“ в играта е този, който се върне първи в его състояние възрастен (макар че реално няма победители в играта).
Важно е да се отбележи, че не всички взаимодействия или трансакции са част от играта. По-точно, ако и двете страни в диалога, останат в его състояние. Възрастен е малко вероятно да се играе игра.

## Произход и следствия
През 50-те години Бърн синтезира теорията си за „човешката игра“, построявайкия я върху психодинамичния модел на Фройд, особено его състоянията, развивайки по този начин психология на човешките взаимоотношения, наречена трансакционен анализ. Трансакционният анализ според лекаря Джеймс Ален е „когнитивно поведенчески подход за лечение и е много ефективен за справянето с вътрешните модели, както на нас, така и на другите при това и с други психодинамични следствия“.